# Švédsko na Letních olympijských hrách 1992
Švédsko na Letních olympijských hrách 1992 ve španělské Barceloně reprezentovalo 187 sportovců, z toho 143 mužů a 44 žen. Nejmladším účastníkem byla Malin Strömberg (16 let, 108 dní), nejstarší pak Ragnar Skanåker (58 let, 51 dní) . Reprezentanti vybojovali 12 medailí z toho 1 zlatou, 7 stříbrných a 4 bronzové.

## Medailisté
| Medaile | Jméno | Sport             | Disciplína                        |
| ------- | --- | ----------------- | --------------------------------- |
| Zlato   | Jan-Ove Waldner | Stolní tenis      | Muži dvouhra muži                 |
| Stříbro | Patrik Sjöberg | Atletika          | Muži skok do výšky                |
| Stříbro | Magnus Andersson Robert Andersson Anders Bäckegren Za Carlén Magnus Cato Erik Hajas Robert Hedin Patrick Liljestrand Ola Lindgren Mats Olsson Staffan Olsson Axel Sjöblad Tommy Souraniemi Tomas Svensson Pierre Thorsson Magnus Wislander | Házená            | Turnaj mužů                       |
| Stříbro | Gunnar Olsson Karl Sundqvist | Kanoistika        | Muži kajak K2 1 000 m             |
| Stříbro | Agneta Anderssonová Susanne Gunnarsson-Wiberg | Kanoistika        | Ženy kajak K2 500 m               |
| Stříbro | Anders Holmertz | Plavání           | Muži 200 m volný styl             |
| Stříbro | Lars Frölander Anders Holmertz Christer Wallin Tommy Werner | Plavání           | Muži štafeta 4 x 200 m volný styl |
| Stříbro | Tomas Johansson | Zápas             | řecko-římský do 130 kg            |
| Bronz   | Agneta Anderssonová Maria Haglund Anna Olsson Susanne Rosenqvist | Kanoistika        | Ženy kajak K4 500 m               |
| Bronz   | Anders Holmertz | Plavání           | Muži 400 m volný styl             |
| Bronz   | Torbjörn Kornbakk | Zápas             | řecko-římský do 74 kg             |
| Bronz   | Ragnar Skanåker | Sportovní střelba | Muži pistole 50 m                 |